# Látky
Látky – wieś (obec) na Słowacji położona w kraju bańskobystrzyckim, w powiecie Detva. Pierwsze wzmianki o miejscowości pochodzą z roku 1730. 
Według danych z dnia 31 grudnia 2012, wieś zamieszkiwało 578 osób, w tym 294 kobiety i 284 mężczyzn.
W 2001 roku pod względem narodowości i przynależności etnicznej 97,93% mieszkańców stanowili Słowacy, a 0,16% Czesi.
Ze względu na wyznawaną religię struktura mieszkańców kształtowała się w 2001 roku następująco:
- Katolicy rzymscy – 95,37%
- Grekokatolicy – 0,16%
- Ateiści – 1,44%
- Przedstawiciele innych wyznań – 0,16%
- Nie podano – 2,71%